# Agent Provocateur
| Recensione | Giudizio |
| ---------- | -------- |
| AllMusic   |          |

Agent Provocateur è il quinto album in studio del gruppo anglo-statunitense Foreigner, pubblicato nel dicembre del 1984 dalla Atlantic Records.

## Descrizione
È stato il primo e unico album della band arrivato al numero uno in classifica nel Regno Unito; ha inoltre raggiunto la top 5 negli Stati Uniti. Il tema principale attorno ai brani del disco è la storia di una spia che vede la vita sia dall'interno che dall'esterno.
Nonostante le vendite complessive siano state inferiori rispetto a quelle dei precedenti dischi, l'album contiene il singolo di maggior successo del gruppo, I Want to Know What Love Is, l'unico loro pezzo ad aver raggiunto la prima posizione sia nel Regno Unito che negli Stati Uniti, rimanendo in vetta alle rispettive classifiche per tre e due settimane. Il singolo successivo, That Was Yesterday è stato un altro buon successo, raggiungendo il 12º posto negli Stati Uniti. L'album è stato certificato disco di platino nel Regno Unito dalla BPI e triplo-platino negli Stati Uniti dalla RIAA.

## Tracce
Tutte le canzoni sono state composte da Mick Jones e Lou Gramm, eccetto dove indicato.
1. Tooth and Nail – 3:56
2. That Was Yesterday – 3:49
3. I Want to Know What Love Is – 5:06 (Jones)
4. Growing Up the Hard Way – 4:14
5. Reaction to Action – 4:00
6. Stranger in My Own House – 5:05 (Jones)
7. A Love in Vain – 4:31
8. Down on Love – 4:12
9. Two Different Worlds – 4:32 (Gramm)
10. She's Too Tough – 3:11

## Formazione
- Lou Gramm – voce, percussioni
- Mick Jones – chitarra, tastiere, cori, strumenti vari
- Rick Wills – basso, cori
- Dennis Elliott – batteria, cori

### Altri musicisti
- Wally Badarou – sintetizzatore analogico e digitale
- Tom Bailey – cori
- Brian Eddolls – sintetizzatori
- Larry Fast – sintetizzatori
- Don Harper – cori
- Jennifer Holliday – cori
- Thompson Twins – cori
- Dave Lebolt – sintetizzatori
- Ian Lloyd – voce, cori
- Bob Mayo – sintetizzatori, pianoforte, cori
- New Jersey Mass Choir – cori in I Want to Know What Love Is
- Mark Rivera – sassofono, cori
- Jack Waldman – sintetizzatori

### Produzione
- Mick Jones e Alex Sadkin – produzione
- Josh Abbey, Larry Alexander, Joe Ferla, Frank Filipetti, Howie Lindeman – registrazione e ingegneria del suono
- Bobby Cohen, Tim Crich, Scott Mabuchi – ingegneria del suono (assistenti)
- Ted Jensen – rimasterizzazione digitale
- Bob Defrin – direzione artistica